# Pyura sacciformis
Pyura sacciformis är en sjöpungsart som först beskrevs av Richard von Drasche-Wartinberg 1884.  Pyura sacciformis ingår i släktet Pyura och familjen lädermantlade sjöpungar. Inga underarter finns listade i Catalogue of Life.